# 音速小子CD
《音速小子CD》（簡稱Sonic CD），是由Sonic Team開發，並由世嘉發行於其家用遊戲機Mega Drive配件Mega-CD平台的平台動作遊戲，於1993年9月23日於日本首發。延續前二作《音速小子》及《音速小子2》的故事內容，在本作中，遊戲主角音速小子必須跨越重重關卡，阻止反派蛋頭博士竊取混沌寶石、統治世界的陰謀。音速小子的夥伴艾咪及勁敵金屬索尼克並於本作中首次出現。與其他作品不同的是，本作首度引進了時間旅行系統，透過穿越不同時間點，關卡的敵人、機關配置及背景都會改變。
本作由《音速小子》共同創造者之一，音速小子角色設計師大島直人主導開發，為世嘉推廣其新平臺Mega-CD的主打作，由於Mega-CD採用了相對於卡帶擁有大容量的CD作為儲存媒介，使得本作比起前二作有著更豐富的內容，不僅加入了由東映動畫所製作的動畫過場片段，配樂品質也大幅提升。
《音速小子CD》常被稱為音速小子系列甚至是平台動作遊戲中數一數二的佳作，輿論多讚譽其豐富的遊戲內容及優秀的配樂。本作全球銷量超過100萬份，是Mega-CD平臺最賣座的作品。另外，因市場考量，本作背景音樂有日、美兩種版本的音軌。日版的音樂是典型電子遊戲的風格，美版的音樂聽起來較為豐富複雜。
本作被多次移植及重製，當時發行不久即有Windows 95電腦版，近年另有使用Retro Engine遊戲引擎重製的Android及iOS版本。

## 主題曲

### 日本和歐洲版
片頭曲「Sonic‐You Can Do Anything」
作詞：Casey Rankin、作曲：尾形雅史、歌：宇德敬子
片尾曲「Cosmic Eternity -Believe in Yourself」
作詞：Casey Rankin、作曲：幡谷尚史、歌：宇德敬子

### 北美版
片頭曲&片尾曲「Sonic Boom」
作詞：史賓賽·尼爾森、作曲：史賓賽·尼爾森、歌：Pastiche